# アーガス作戦

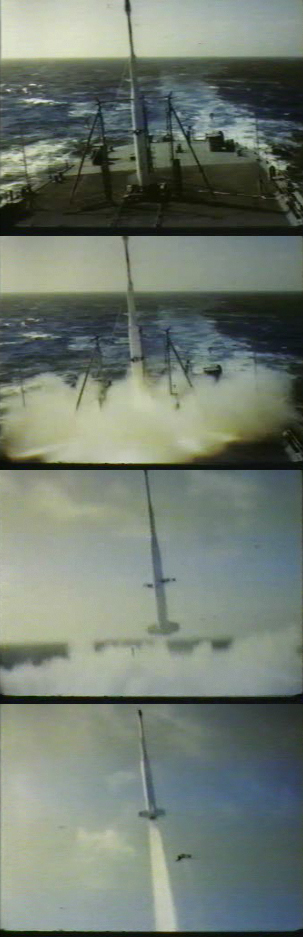
アーガス作戦でカリタック級水上機母艦ノートン・サウンドから発射されるX-17型ミサイル

アーガス作戦（Operation Argus、アルガス作戦とも）は、1958年にアメリカ国防脅威削減局により南大西洋で実施された核兵器とミサイルに関する秘密実験であり、”エクスプローラー4”宇宙作戦と連動して行われた。アーガス作戦は、ハードタック作戦IとIIの間に実施された。また作戦にはロッキード（現在のロッキード・マーティン）、及びアメリカ原子力委員会から各々数人ずつが参加した。アーガス作戦の実施は、当時の不安定な政治環境（大気圏内と大気圏外の核実験が禁止される見込みがあった）を考慮して迅速に行われた。その結果、作戦は計画から実施までが半年以内で行われた（通常の核実験では、計画から実施まで1年から2年が必要になる）。

## 作戦の目標
- 質量136kgから227kgの核弾頭を搭載した2つのミサイルを、1ヶ月以内に同じ場所から発射する。
- ミサイルは高度320km～1,600km、及び3,200km～6,400kmで起爆させる。この位置は地磁気の赤道近くにあたる。
- 核爆発の前後での環境変化を観測するために人工衛星を使用する。この衛星は時間経過に対する電子密度と、電波ノイズの測定に使用する。なお衛星は、赤道（30度まで）と極地（70度まで）の間を、近地点でおよそ322km、遠地点でおよそ2,900kmの軌道を通る。
- 電波ノイズ測定用以外の衛星を軌道に乗せるため、観測ロケットを適切な地上の発射台から打ち上げる。また地上の基地は、電波天文学上の効果とレーダーによるオーロラの計測に使用する。

アーガス作戦は、最初は”ハードタック-アーガス作戦”と呼ばれたが、その後には”フローラル作戦”と変更された。しかし機密上の理由から両方の名称は破棄され、最終的にアーガス作戦となった。
作戦の資金は”軍用特殊兵器計画”(AFSWP:Armed Forces Special Weapons Project)(これは現在のアメリカ国防脅威削減局にあたる)から提供された。計画のために提供された資金は、アメリカ合衆国ドルで$9,023,000であった。

## 第88任務部隊
1958年4月28日にアメリカ海軍の第88任務部隊（TF-88）は編成された。この第88任務部隊は、アーガス作戦を単独で指揮するために組織されたが、作戦の完了後に部隊は解散し、記録は散り散りになった。記録のうちの幾つかは破棄されたか、数年のうちに失われたが、失われた文書の中のには記録フィルムもあった（そこには実験中の正確な放射線レベルが記録されていた）。アメリカ合衆国退役軍人省に寄せられている情報では、第88任務部隊参加者には白血病の発生者が一般平均より高いことが証明されているが、放射線の記録が無くなっていることで、この裏付けを取ることが難しくなっている。
カリタック級水上機母艦ノートン・サウンドは、ミサイル発射の役割を負うと共に、実験に参加するクルーの訓練施設としての役割も果たした。実験で使用するX-17型ミサイルは、この種の実験では使用されたことが無いものであったため、クルーは”ダミー”のミサイルを使用した組み立てと修理の訓練を船内で行った。またノートン・サウンドは、27MHz帯を使用する”COZI”レーダーを搭載しており、これを使用してアメリカ空軍のキャンブリッジ研究所から核爆発の観測と、影響の測定が行われた。
カーティス級水上機母艦アルベマールは、作戦の計画時にはオーバーホール中であったため、作戦部隊のリストには入っていなかったが、作戦実行時には大西洋上に進出していた(これは試運転のためだと思われる)。アルベマールもまた”COZI”レーダーを装備しており、さらに人工イオンの検出装置も搭載していた。
エセックス級航空母艦タラワには作戦の指揮官が乗船し、作戦全般の指揮を執った。タラワはミサイル追跡のため、空軍の”MSQ-1A”レーダーと通信装置を搭載していた。また第32対潜航空隊を搭載しており、実験の科学的観測と写真撮影のほか、実験を秘密裏に行うための哨戒行動も行った。
ギアリング級駆逐艦ワーリントンは、フレッチャー級駆逐艦ビアース、ディーレイ級護衛駆逐艦ハンマーバーグ、そしてディーレイ級護衛駆逐艦コートニーと共に艦隊周囲の気象観測を行なうため、第88任務部隊の西463kmの位置に展開して作戦中の部隊を警護し、駆逐艦としての職務(機密確保、哨戒、及び救助)を果たした。ワーリントンはまた、発射用ロケットの装備の運搬も行った。
ネオショー級給油艦ネオショーは、作戦中に部隊の艦船への給油を行った。またネオショーも、空軍の”MSQ-1A”レーダーを搭載していた。
シマロン級補給艦サラモニーは、部隊に合流する前に米国へ引き返したため、全ての実験に参加しなかった。

## 実験
南アフリカのケープタウンの南東およそ1,800kmの地点で、ノートン・サウンドは1.7キロトンの核出力を持つW25核弾頭を搭載したX-17ミサイル3基を大気圏高層に打ち上げ、そこで高高度核実験が行われた。この極端に高い高度での実験は、実験で発生する放射線を誰にも検出されない様にするために設定されたものである。
秘密保持のため、実験の計測に参加した衛星、ロケット、航空機、及び地上の基地は、他の政府機関と同様に軍によって運用された。
実験は、ローレンス・バークレー国立研究所のリバモア支所（現在のローレンス・リバモア国立研究所）にいた物理学者のニコラス・クリストフィロスにより、クリストフィロス理論の1つとして提案され、高高度での核爆発は大気圏の上方に放射能帯を生成するとされた。この放射能帯はバンアレン帯と同様の効果を持つとされ、戦争時の戦術として有効であると見られていた。アーガス作戦に先立って実施されたハードタック作戦では、核爆発による無線通信の障害が発生したが、放射能帯は生成されなかった。
アーガス作戦の核爆発では、核分裂物質のベータ崩壊により人工の電子帯が生成された。実験から数週間の間は、生成された電子帯は無線通信とレーダーに影響を与え、ICBMの核弾頭の起爆装置にダメージを与えるか破壊させ、軌道上の宇宙船内の乗務員を危険にさらすものと考えられた。
アーガス作戦は、高層大気圏における中性子による電子軌道の励起、核分裂生成物からのベータ崩壊、及び核分裂物質のイオン化をデモンストレートすることで、クリストフィロス理論の有効性を証明した。作戦で得られたデータは、軍事的観点のものだけではなく、地球物理学での”グレートマス”に関するものも提供した。
アーガス作戦での3つの実験は、1959年3月19日付「ニューヨーク・タイムス」紙で、「今まで行われたことのない偉大な実験 (Greatest scientific experiment ever conducted)」として初めて報道された。作戦には9隻の艦船と、およそ4,500人が参加したが、作戦完了後にはブラジルのリオデジャネイロ経由で米国に帰国した。本作戦はハードタック作戦Iに続いて行われ、本作戦の後にはハードタック作戦IIが実施された。
作戦は実験の次の年である1960年に発表されたが、実験に関する詳細な文書は1982年4月30日まで公開されなかった。
一連の実験の結果、高高度核爆発によって生じる放射能帯を維持できる時間が予想よりも短いことが判明し、アメリカ合衆国本土をICBMから防衛するには1年に1000発以上の核弾頭を打ち上げる必要があることが明らかとなったため、放射能帯による防御計画は中止された。この事実は1999年8月22日に放送されたNHKスペシャル「世紀を超えて 『戦争 果てしない恐怖』 第3集　核兵器　機密映像は語る」において関係者のインタビューとともに明らかにされた。

## アーガス作戦の詳細[2]
| 実験名                  | 実施日 (GMT)       | 実施場所                                              | 実施高度                                     | 核出力      |
| ----------------------- | ------------------ | ----------------------------------------------------- | -------------------------------------------- | ----------- |
| アーガスI (Argus I)     | 1958年8月27日02:28 | 南緯38度30分 西経11度30分 / 南緯38.500度 西経11.500度 | 200km                                        | 1.7キロトン |
| アーガスII (Argus II)   | 1958年8月30日03:18 | 南緯49度30分 西経8度12分 / 南緯49.500度 西経8.200度   | 258km                                        | 1.7キロトン |
| アーガスIII (Argus III) | 1958年9月6日22:13  | 南緯48度30分 西経9度42分 / 南緯48.500度 西経9.700度   | 539km (恐らく人類史上で、最高高度での核実験) | 1.7キロトン |

## 作戦に参加した艦船
- エセックス級航空母艦タラワ (USS Tarawa CV-40)
- ギアリング級駆逐艦ワーリントン (USS Warrington DD-843)
- フレッチャー級駆逐艦ビアース (USS Bearss DD-654)
- ディーレイ級護衛駆逐艦ハンマーバーグ (USS Hammerberg DE-1015)
- ディーレイ級護衛駆逐艦コートニー (USS Courtney DE-1021)
- ネオショー級給油艦ネオショー (USS Neosho AO-143)
- シマロン級補給艦サラモニー (USS Salamonie AO-26)
- カリタック級水上機母艦ノートン・サウンド (USS Norton Sound AVM-1)
- カーティス級水上機母艦アルベマール (USS Albemarle AV-5)

## 参照項目
- 高周波活性オーロラ調査プログラム
- ドミニク作戦
- 核実験の一覧
- トリスタン・ダ・クーニャ - 北東約115kmにある有人島。